# Le Gendre idéal
Le Gendre idéal est un téléfilm français réalisé par Arnaud Sélignac et diffusé pour la première fois le 17 novembre 2008 sur TF1. La suite Le Gendre idéal 2 a été diffusée en 2010.

## Synopsis
Arnaud, policier, se rend aux urgences pour une légère blessure. Il fait alors la connaissance d'une urgentiste, Pauline et c'est le coup de foudre. Arnaud et Pauline ne se quittent plus mais Pauline appréhende le jour où elle devra présenter Arnaud à ses parents, Max et Mirabelle, des sexagénaires, militants écolos en conflit avec les policiers. Pauline affirme à Arnaud qu'elle est en froid avec eux. Arnaud insiste. Menant sa petite enquête, il comprend que Pauline n'est pas fâchée avec ses parents, et qu'elle veut juste éviter cette rencontre. Lorsque Max croise celui qui risque de devenir son futur gendre, il entreprend de séparer sa fille de cet amoureux encombrant.

## Fiche technique
- Scénario : Florence Philipponnat
- Pays :  France
- Production : Eddy Cherki et Patrick Meunier
- Musique :
- Durée : 90 minutes

## Distribution
- Frédéric Diefenthal : Arnaud
- François Berléand : Max
- Fanny Cottençon : Mirabelle
- Armelle Deutsch : Pauline
- Xavier Aubert : Vincent
- Jean-Michel Fête : Marty
- Hubert Benhamdine : Jérémie
- Renaud Cestre : Gaspard